# Japhet Sery Larsen
Japhet Sery Larsen (Dánia, 2000. április 10. –) dán korosztályos válogatott labdarúgó, a norvég Brann hátvédje.

## Pályafutása

### Klubcsapatokban
Larsen Dániában született. Az ifjúsági pályafutását kisebb kluboknál kezdte, majd a Midtjylland és az angol Brentford akadémiájánál folytatta.
2020-ban mutatkozott be a Midtjylland első osztályban szereplő felnőtt csapatában. 2020. október 4-én, a Horsens ellen 2–2-es döntetlennel zárult ligamérkőzés 77. percében Evander cseréjeként debütált. 2021 augusztusában a norvég első osztályban érdekelt Brannhoz igazolt. Először a 2021. szeptember 11-ei, Lillestrøm elleni találkozón lépett pályára. Egy fordulóval később a Tromsø ellen 1–1-es döntetlennel zárult mérkőzésen Larsen szerezte az egyenlítő gólt.
2022. február 2-án négy éves szerződést kötött a címvédő, Bodø/Glimt együttesével. A ligában 2022. április 18-án, a Vålerenga ellen 5–1-re megnyert bajnoki 54. percében, Brede Moet debütált. 2023. január 25-én visszatért a Brannhoz.

### A válogatottban
Larsen az U16-ostól az U19-esig minden korosztályban képviselte Dániát.
2019-ben debütált az U21-es válogatottban. Először 2019. november 19-én, Málta ellen 5–1-re megnyert EB-selejtező 77. percében Victor Nelssont váltva lépett pályára.

## Statisztikák
2023. április 22. szerint
| Klub        | Szezon   | Osztály          | Bajnokság | Bajnokság | Kupa  | Kupa | Nemzetközi | Nemzetközi | Összesen | Összesen |
| Klub        | Szezon   | Osztály          | Meccs     | Gól       | Meccs | Gól  | Meccs      | Gól        | Meccs    | Gól      |
| ----------- | -------- | ---------------- | --------- | --------- | ----- | ---- | ---------- | ---------- | -------- | -------- |
| Midtjylland | 2020–21  | Danish Superliga | 4         | 0         | 4     | 1    | 0          | 0          | 8        | 1        |
| Brann       | 2021     | Eliteserien      | 7         | 1         | 1     | 0    | ―          | ―          | 8        | 1        |
| Bodø/Glimt  | 2022     | Eliteserien      | 10        | 0         | 2     | 0    | 5          | 0          | 17       | 0        |
| Brann       | 2023     | Eliteserien      | 3         | 0         | 2     | 0    | ―          | ―          | 5        | 0        |
| Összesen    | Összesen | Összesen         | 24        | 1         | 9     | 1    | 5          | 0          | 38       | 2        |

## Sikerei, díjai
Bodø/Glimt
- Eliteserien
  - Ezüstérmes (1): 2022

Brann
- Norvég Kupa
  - Győztes (1): 2022–23